# Ataman A093

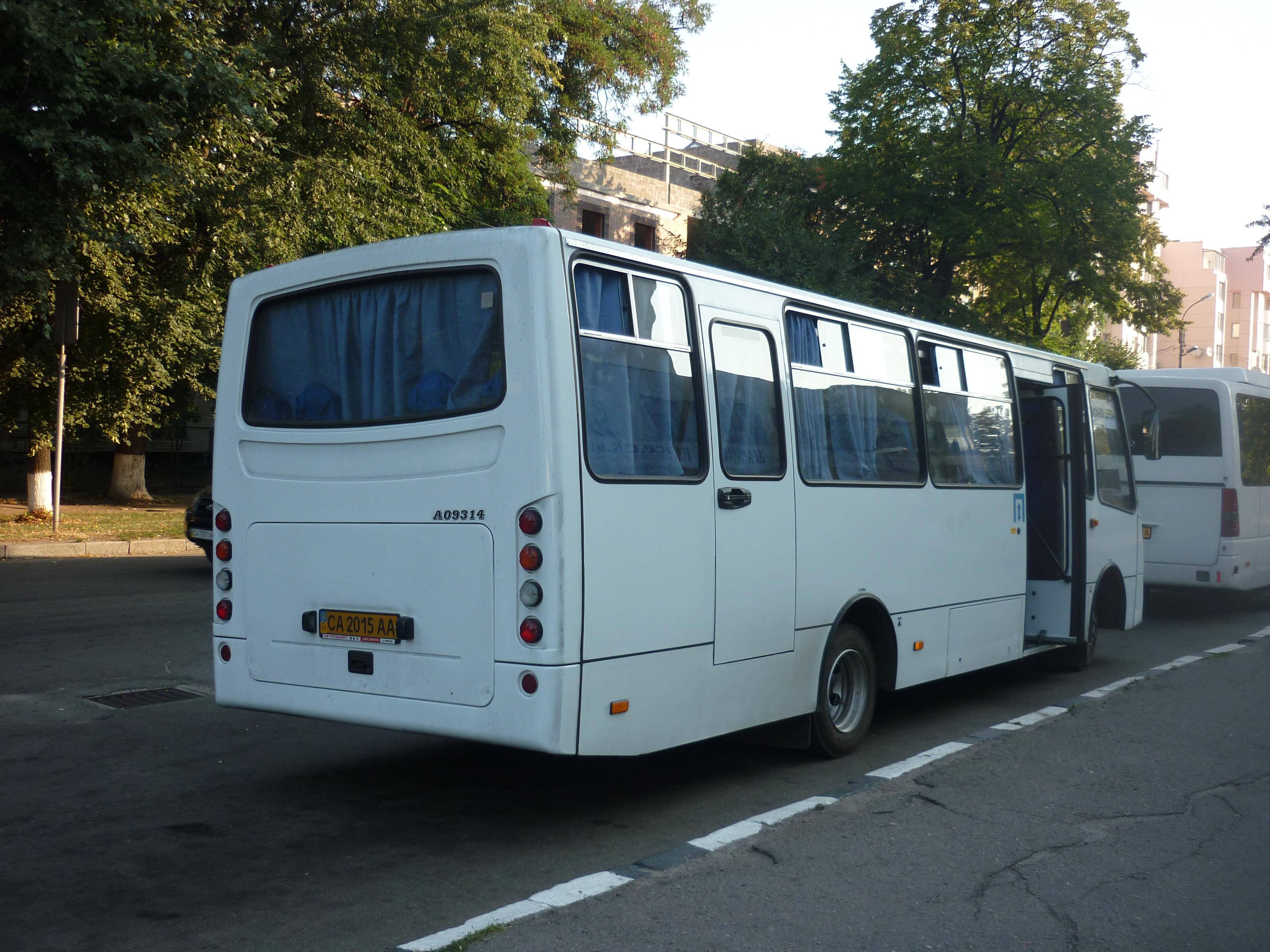
Ataman A09314 (вид сзади)

Ataman A093 — украинский высокопольный автобус среднего класса, выпускаемый на предприятии «Черкасский автобус» с 2012 года. Представляет собой рестайлинг автобуса Богдан А093.

## Отличия отБогдан А092
От предшественника автобус Ataman A093 отличается техническими характеристиками, интерьером и экстерьером:
- обшивка боковин выполняется из оцинкованной стали;
- изменён дизайн переднего бампера, фар, задней части, заднего стекла, заднего бампера и багажника;
- воздухозаборник заменён воздушным фильтром;
- изменена конструкция правого и левого наружных зеркал;
- установлена алюминиевая накладка на нижнюю часть проёма водительской двери;
- аккумуляторные батареи и ЗИП перенесены в отсеки левого борта;
- закрытый отсек запасного колеса закрыт;
- во втором правом окне установлена форточка;
- увеличенный объём грузовых отсеков до 1,95 м3;
- увеличенный угол открывания багажников;
- установлены головные фары, противотуманные фары и указатели поворотов фирмы «Hella»;
- установлены светодиодные задние фонари;
- установлены светодиодные салонные лампы;
- изменена конструкция аварийно-вентиляционного люка;
- установлена обшивка потолка из формованных стекло-пластиковых панелей;
- установлена стеклянная перегородка водителя;
- изменена конструкция крышки отсека двигателя;
- сиденье водителя установлено с рессорным механизмом;
- улучшена шумоизоляция и коррозионная стойкость салона согласно европейским требованиям;
- увеличена плавность хода[1][2].

## Модификации

### А0930
- Ataman А09301 — городской автобус, дополнительное описание: отсутствие ABS, объём топливного бака 100 л, двигатель соответствует экологическому стандарту Евро-0, рабочий объём двигателя 4,57 л;
- Ataman А09302 — городской автобус, отличия: наличие ABS, объём топливного бака 100 л, дизельный двигатель Isuzu 4HG1-Т с турбонаддувом, соответствует экологическому стандарту Евро-2, рабочий объём двигателя 4,57 л;
- Ataman А09304 — городской автобус, отличия: наличие ABS, объём топливного бака 120 л, дизельный двигатель Isuzu 4HK1-XS с турбонаддувом, соответствует экологическому стандарту Евро-3, рабочий объём двигателя 5,193 л, мощность 129 кВт, или 174 лошадиных силы, максимальная скорость 105 км/ч, расход топлива на 100 км — 13 л, механическая 6-ступенчатая КПП Isuzu MZZ6U;
- Ataman А09306 — городской автобус, отличия: наличие ABS, объём топливного бака 120 л, дизельный двигатель Isuzu 4HK1-E4NC с турбонаддувом, соответствует экологическому стандарту Евро-4, рабочий объём двигателя 5,193 л, мощность 114 кВт (154 л. с.), максимальная скорость 105 км/ч, расход топлива на 100 км — 13 л, механическая 6-ступенчатая КПП Isuzu MYY6S;
- Ataman А09314 — междугородный автобус, отличия: длина 8180 см, колёсная база 4175 см, полная вместимость 35 человек, сидячих мест — 30, снаряжённая масса автобуса 5,38 т, полная масса — 8,3 т, наличие ABS, объём топливного бака 120 л, дизельный двигатель Isuzu 4HK1-XS с турбонаддувом, соответствует экологическому стандарту Евро-3, рабочий объём двигателя 5,193 л, мощность 129 кВт (174 л. с.), максимальная скорость 105 км/ч, расход топлива на 100 км — 13 л, механическая 6-ступенчатая КПП Isuzu MZZ6U.

### А093Н
- Ataman А093Н2 — городской автобус, отличия: полная вместимость 52 человека, сидячих мест — 20, дизельный двигатель Isuzu 4HG1-Т, соответствует экологическому стандарту Евро-2, мощность 89 кВт (121 л. с.), предназначен для перевозки людей с ограниченными возможностями;
- Ataman А093Н3 — городской автобус, отличия: полная вместимость 52 человека, сидячих мест — 20, дизельный двигатель Isuzu 4HK1-XS с турбонаддувом, соответствует экологическому стандарту Евро-3, мощность 129 кВт 174 (л. с.), предназначен для перевозки людей с ограниченными возможностями;
- Ataman А093Н4 — городской автобус, отличия: полная вместимость 52 человека, сидячих мест — 20, дизельный двигатель Isuzu, соответствует экологическому стандарту Евро-4, мощность 148 л. с., предназначен для перевозки людей с ограниченными возможностями;
- Ataman А093Н6 — городской автобус, отличия: полная вместимость 52 человека, сидячих мест — 20, дизельный двигатель Isuzu, соответствует экологическому стандарту Евро-4, мощность 148 л. с., предназначен для перевозки людей с ограниченными возможностями[3].